# Ferrari P

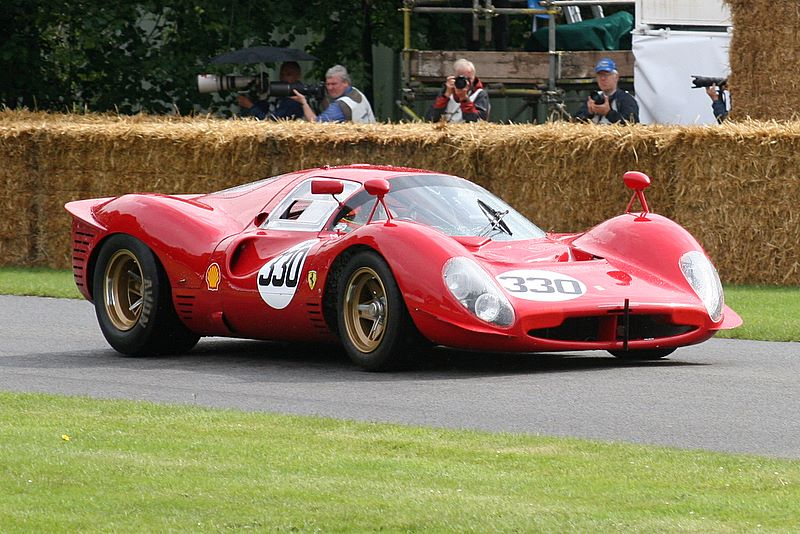
Ferrari 330 P3.

La serie P de Ferrari son coches deportivos construidos en la década de los '60 y principios de los '70 para participar dentro de las categorías sport-prototipos en los campeonatos de resistencia y en especial en las 24 Horas de Le Mans.
Los líderes de la Empresa Ford, intentaron la compra directa de la Scudería y la negativa de Enzo Ferrari, quien no era un hombre que se inclinara ante el poderío de otra marca, dio inicio a la temporada más competitiva y conocida en el mundo de los coches de carreras de resistencia.
Así de 1963 a 1967, la Scuderia Ferrari conoció al rival más poderoso que nunca había tenido ante sí y se vio obligada a reconocer dolorosas derrotas ante la acometida del gigante de Detroit, pero los prototipos de Ferrari concebidos durante este periodo son probablemente uno de los más prestigiosos ejemplos de técnica, refinamiento y elegancia. Para muchos, todos los Ferrari P con sus diferentes motorizaciones y en especial el Ferrari 330 P4 son considerados los coches de carrera más bellos jamás producidos. Son considerados por muchos, junto con el Porsche 917 y el Ford GT40, los "monstruos sagrados" de los campeonatos de marcas.

## Historia
Cuando los mandatarios de Ford deciden en el año 1962 su participación en las carreras de resistencia, se marca como objetivo prioritario una victoria en las 24 Horas de Le Mans. En Ford eran conscientes de que sería una tarea difícil ganar y vencer al de más prestigio, al ganador en el circuito de la Sarthe por seis veces consecutivas: Ferrari.
Enzo Ferrari se resistía a adoptar la configuración para sus coches de carreras sugerida por sus ingenieros - en especial Mauro Forghieri – quienes aconsejaban al Commendatore la fabricación de coches de competición siguiendo las tendencias de la época, que ubicaban el motor y caja de cambios en la parte posterior del cockpit y por delante del eje trasero, para conseguir así un mejor equilibrio de las masas y lograr mejores efectos y diseños aerodinámicos.
El primer Ferrari sport de motor central posterior vio la luz en 1961 y esa arquitectura se adoptó, después de dos años de probar en los Ferrari de F1, la disposición del motor ubicado detrás del piloto, lo que permitió a la firma italiana en 1961, conseguir con Phil Hill su cuarta corona mundial con el 156 de motor trasero.
Las ventajas de esta disposición eran significativas, mejor reparto de masas y superficie frontal más fina y no había razón para que esas ventajas no pudieren aplicarse a los coches sport.
Y efectivamente, el Ferrari 246 SP que equipaba un motor V6 de 2,4 litros se impuso de tal suerte en la Targa Florio de 1961, triunfo que repitió al año siguiente y al que sumó el de los 1000 km de Nurburgring y la gran batalla con el Ferrari 330 TRI/LM ganador en Le Mans en 1962 con motor de 4 litros, que fue el último de los coches con motor delantero.

## 250 P

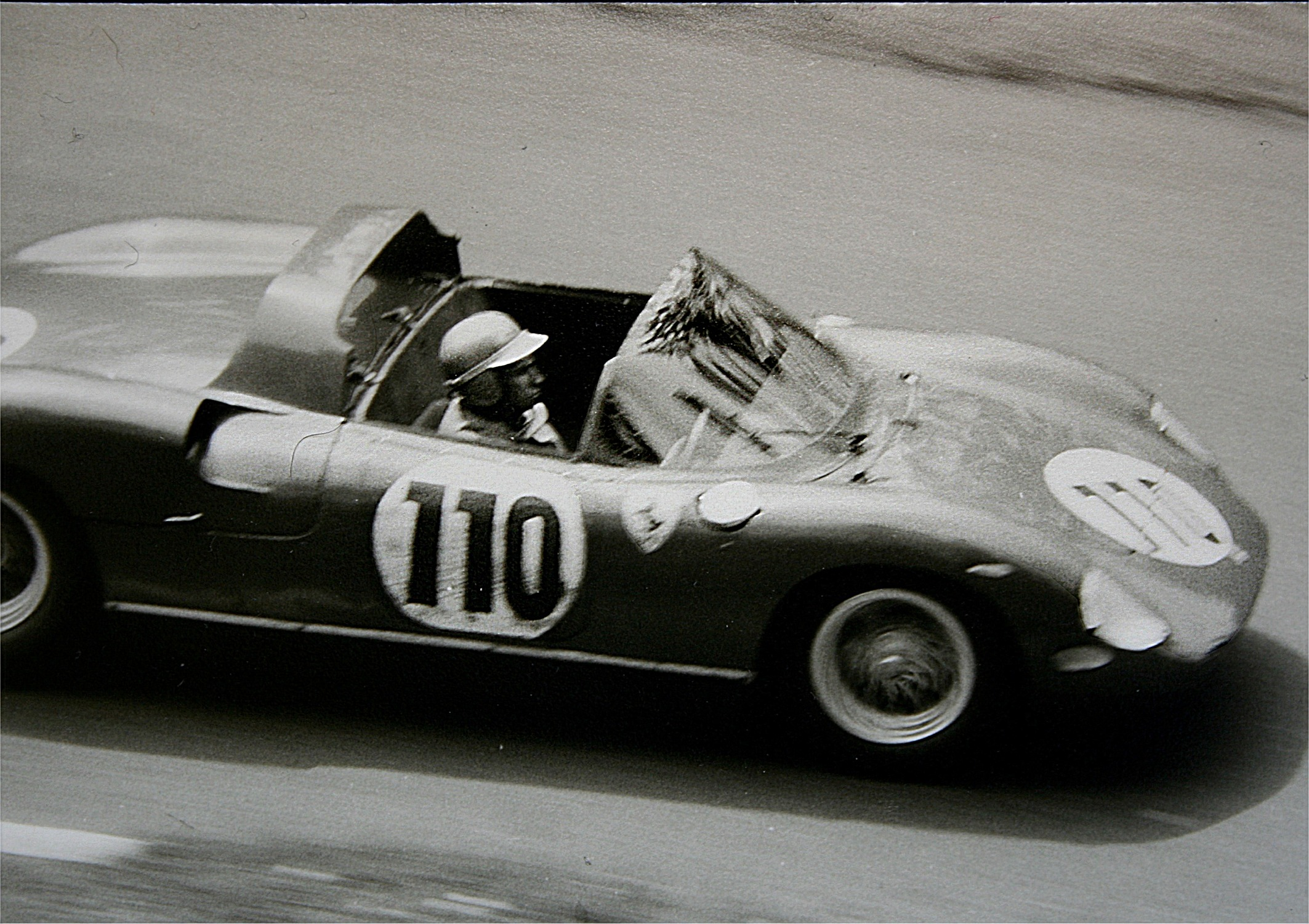
Willy Mairesse en un Ferrari 250 P en Nürburgring.

El 250 P fabricado en 1963, es el primer Ferrari en montar un motor V12 en posición central y el primero de su tipo en contar en su denominación con la letra "P" de prototipo y se convirtió en el primero en ganar la carrera de resistencia más grande del mundo, al apropiarse de la bandera de cuadros en las 24 Horas de Le Mans de ese año.
Su diseño, está basado en el chasis tubular del Ferrari 246 SP, prototipo con motor central producido por la marca en 1961 –que montaba un V6-, el cual fue alargado ligeramente para dar cabida al Testa Rossa V12 de 3,0 litros de cilindrada, 300 caballos y caja de cambios de 5 velocidades, que quedaban ubicados directamente detrás del cockpit.
La primera presentación deportiva del 250 P, fue en Sebring donde logró el 1-2, para luego ganar también en Nürburgring. En Le Mans, el Ferrari 250 P pilotado por Ludovico Scarfiotti y Lorenzo Bandini, obtuvo el primer lugar absoluto, marcando así la séptima victoria de Ferrari en las 24 Horas, llegando además en tercer lugar con otro 250 P.

## 275 / 330 P
Los 275 P y 330 P corresponden a la actualización de Ferrari para 1964 de una fórmula de éxito ya probada y que, a diferencia del Ferrari 250 P, sí fueron puestos a disposición de las escuderías clientes de Ferrari. Su diseño es similar a los 250 P, con un aumento de cilindrada de los motores. Para el Ferrari 275 P, el V-12 fue aumentado a 3.285cc con 320 caballos de potencia, mientras que, el Ferrari 330 P aumento su cilindrada a 3.967cc con 370 CV.
Visualmente por el exterior, los nuevos vehículos fueron identificados por tapas de combustible en la parte frontal, por delante de un guardafangos más pronunciado, tenían un arco de seguridad más grande y pequeñas tomas de aire situadas en la parte superior delantera, de la cubierta del motor.

## 330 P2
En 1965 se presentó el Ferrari 330 P2, contaba con un chasis más ligero y su carrocería era más aerodinámica, con un motor V12 de 3.967 cc, que proporcionaba 410 caballos de potencia. Debido al boicot que Enzo Ferrari pretendía hacer en contra de la FIA, por no haber permitido homologar el LM del año anterior dentro de la categoría de gran turismos, fue enviado a los Estados Unidos para ser utilizado por primera vez por el equipo NART de Luigi Chinetti -quien se encargaría de representar a Ferrari en las pruebas internacionales en esa temporada- en las 24 Horas de Daytona de ese año. Algunos de los coches P2 del NART utilizaron también el motor de 4,4 litros, por tanto, fueron denominados como 365 P2. Sin embargo el P2 no de Ferrari no tuvo un gran éxito por lo que fue sustituido por el P3 de 1966.

## Características técnicas
| Característica         | 250 P                       | 275 P2             | 330 P2             | 365 P2             | 330 P3              | 330 P3/P4          | 330 P4                    |
| ---------------------- | --------------------------- | ------------------ | ------------------ | ------------------ | ------------------- | ------------------ | ------------------------- |
| Carrocería             | Spyder                      | Spyder             | Spyder             | Spyder             | Spyder o Berlinetta | Berlinetta         | Spyder o Berlinetta       |
| Motor                  | V12 60°                     | V12 60°            | V12 60°            | V12 60°            | V12 60°             | V12 60°            | V12 60°                   |
| Potencia               | 310 CV a 7.500 rpm          | 350 CV a 8.500 rpm | 400 CV a 8.000 rpm | 390 CV a 7.200 rpm | 420 CV a 8.000 rpm  | 420 CV a 8.000 rpm | 450 CV a 8.000 rpm        |
| Diámetro x Carrera     | 73 x 58,8                   | 77 x 58,8          | 77 x 71            | 81 x 71            | 77 x 71             | 77 x 71            | 77 x 71                   |
| Cilindrada             | 2.953 cc                    | 3.285 cc           | 3.967 cc           | 4.390 cc           | 3.967 cc            | 3.967 cc           | 3.967 cc                  |
| Relación de compresión | 9,5:1                       | 9,5:1              | 9,8:1              | 9,5:1              | 11,4:1              | 11:1               | 11:1                      |
| Alimentación           | 6 carburadores Wever 38 DCN | 6 carburadores     | 6 carburadores     | 6 carburadores     | 6 carburadores      | 6 carburadores     | Inyección indirecta Lucas |
| Árbol de levas         | 2 ACT 2v/c                  | 4 ACT              | 4 ACT              | 2 ACT              | 4 ACT               | 4 ACT              | 4 ACT 3v/c                |
| Caja de cambios        | Ferrari 5V.                 | Ferrari 5V.        | Ferrari 5V.        | Ferrari 5V.        | ZF 5V.              | ZF o Ferrari 5V.   | Ferrari 5V.               |
| Batalla                | 2.400 mm                    | 2.400 mm           | 2.400 mm           | 2.400 mm           | 2.400 mm            | 2.400 mm           | 2,400 mm                  |
| Vía delantera          | 1.350 mm                    | 1.400 mm           | 1.400 mm           | 1.400 mm           | 1.462 mm            | 1,466 mm           | 1,488 mm                  |
| Vía trasera            | 1.340 mm                    | 1.370 mm           | 1.370 mm           | 1.370 mm           | 1.431 mm            | 1.484 mm           | 1.450 mm                  |
| Peso                   | 760 kg                      | 980 kg             | 1,000 kg           | 990 kg             | 970 kg              | 965 kg             | 965 kg                    |
| Ruedas                 | 8"x9"                       | 8"x9"              | 8"x9"              | 8"x9"              | 8.5"x9.5"           | 9.5"x11.5"         | 9.5"x11.5"                |

- Datos: Q3069700
- Multimedia: Ferrari P / Q3069700